# Amastridium
Genre
Amastridium est un genre de la famille des Dipsadidae.

## Répartition
Les deux espèces de ce genre se rencontrent au Mexique, au Guatemala, au Nicaragua, au Costa Rica, au Panama et en Colombie.

## Liste des espèces
Selon The Reptile Database (25 août 2014) :
- Amastridium sapperi (Werner, 1903)
- Amastridium veliferum Cope, 1860

## Publication originale
- Cope, 1860 : Descriptions of reptiles from tropical America and Asia. Proceedings of the Academy of Natural Sciences of Philadelphia, vol. 1860, p. 368-374 (texte intégral).